# Даркат
Darkat е нсбм блек метъл група, основана в Богота, Колумбия.

## Състав
- Dead Emperor

## Дискография
Студийни албуми
- 2008 – „Remembrance of Nekalah’s Honor, the Cry of Fatherlands“ (CD)[2]
- 2008 – Spill Your Human Blood for Shaitan (CD)
- 2010 – „Nuclear Holocaust… (In Conspiracy With Abatu)“ (CD)[3]

Демо
- 2006 – The Quest of the Immortals
- 2007 – Tetrahedron

EP
- 2008 – Sorrowlands[4]